# Теопомп
Теопомп (око 378. - око 330 п. н. е) је био грчки путописац и историчар.
Теопомпов отац Дамасистрат је био имућан човек.
Теопомп се родио у Хију највероватније око 378. п. н. е.
Теопомп је заједно са Ефором слушао Исократа. Он у својим делима детљано обавештава о свом сусрету са Исократом, и ту се већ осећа да се издигао изнад свог учитеља. На супрот њему, Исократ је био слабог имовинског стања и морао је због сиромаштва да пише говоре.
Теопомп се бавио беседништвом, па се у разним градовима појављивао као Епидеиктички беседник. Постајао је сведок многих важних догађаја, упознао је разне хеленске крајеве и састајао се с многим угледним личностима, војсковођама, државницима и мислиоцима.
У свој завичај се вратио посредством Александра Македонског и тада је имао 45. година. То се свакако морало десити 334. п. н. е. након битке на Гранику, или после 332. п. н. е. када је македонска војска ослободила Хиј од Персијанаца. 
Након смрти Александра Македонског, Теопомп је опет морао у прогонство где је и умро највероватније 330. п. н. е.
Од историјских дела истичу се:
- Изводи из Херодотове историје (у 2 књиге)
- Хеленска историја (у 12 књига)
- Историја Филипових дела
- Хијске посланице

Његова Хеленска историја је била продужетак Тукидидове историје и обрађивала је догађаје од 413. - 394. п. н. е. до битке код Книда
Највеће историјско дело Теопомпа је свакако Историја Филипових дела.
Започео је дело за време Филипа II, али је израђено тек после 324. п. н. е.